# Título uniforme
Um título uniforme na catalogação bibliográfica é um título atribuído a uma obra que não tem título ou que aparece sob mais de um título. Faz parte do  Controle de autoridade. As expressões título convencional e título padrão são usadas algumas vezes; O Resource Description and Access  prefere utilizar título; e a Declaração de Princípios Internacionais de Catalogação de 2009 resolve-se a favor do ponto de acesso autorizado em detrimento do outro.
Há muitos casos em que um título uniforme pode ser usado. Obras anônimas, tais como textos sagrados e contos populares, podem não ter um título evidente: por exemplo, a Bíblia, a Epopeia de Gilgamesh, Beowulf ou A Canção de Rolando. Obras de arte e de música podem não conter nenhum texto que possa ser usado como referência. Um título uniforme permite que todas as obras sejam encontradas sob o mesmo título ao estabelecer conexões com todos os itens ao qual o título uniforme se aplica.
Por exemplo, se uma biblioteca tem 10 cópias de Crime e Castigo, cada uma em um idioma diferente, um catálogo online pode mostrar todas as cópias do livro juntas sob o título uniforme escolhido. A biblioteca pode também listar as cópias de Crime e Castigo em outras mídias, tais como adaptações para o cinema ou edições abreviadas, sob o título uniforme escolhido. Isso pode ajudar o usuário da biblioteca ao pesquisar no catálogo online para encontrar todas as versões de Crime e Castigo ao mesmo tempo, em vez de pesquisar cada título ou filme separadamente.
Títulos uniformes são particularmente úteis ao catalogar músicas, em que as composições musicais são conhecidas por vários títulos e esses títulos são conhecidos em vários idiomas, ou quando uma obra individual foi adaptada como um contrafactum.

A Biblioteca do Congresso fornece um exemplo de como os livros do Novo Testamento são mencionados no Código de Catalogação Anglo-Americano:

- Bíblia. N.T. Atos
- Bíblia. N.T. Colossenses
- Bíblia. N.T. 1º Coríntios
- Bíblia. N.T. 2º Coríntios
- Bíblia. N.T. Efésios ...

Exemplo:
a edição sendo catalogada: Otelo / William Shakespeare
título uniforme estabelecido: Shakespeare, William ... Otelo
nenhum título uniforme atribuído à edição que está sendo catalogada
Exemplo:
a edição sendo catalogada: A Tempestade / William Shakespeare
título uniforme estabelecido: Shakespeare, William ... A Tempestade
A situação complementar ocorre com uma obra que existe com mais de um título, especialmente quando traduzido para outro idioma, extraído ou junto com outras obras. Neste caso, o nome do idioma ou a expressão como 'Seleções' é adicionada para distinguir as obras com o mesmo título uniforme. 
O padrão MARC 21 usa os campos 240, 243, 630, 730 e 830 para títulos uniformes.